# Crucea Mântuirii Neamului Românesc
Crucea Mântuirii Neamului Românesc este un monument de peste 35 metri amplasat în Nisporeni. Este cea mai mare cruce din Republica Moldova. Crucea a fost dezvelită pe 28 august 2011 și reprezintă primul monument din Republica Moldova dedicat unității tuturor românilor.
Printre artiștii care au contribuit la realizarea monumentului a fost și Vasile Adam care a executat sculpturi din lemn pentru capela situată lângă crucea metalică. 
Ridicată pe cel mai înalt deal din Nisporeni, crucea este iluminată noaptea pe bază de leduri și a fost realizată după modelul crucii de la Putna. Valoarea proiectului este de circa două milioane de lei, bani adunați din donații.

Traseu cu peste 700 scări.